# 로열 크리스마스: 오 마이 베이비
《로열 크리스마스: 오 마이 베이비》(영어: A Christmas Prince: The Royal Baby)는 2019년 공개된 미국의 크리스마스 로맨틱 코미디 영화로, 존 슐츠가 감독을 맡았다. 로열 크리스마스 영화 시리즈 세 번째이자 마지막 작품이며 《로열 크리스마스: 세기의 결혼》(2018) 속편이다.

## 줄거리
전편으로부터 일 년 뒤. 왕비 앰버가 임신을 하여 국왕 부부가 왕실 아이를 맞이할 준비를 하는 가운데 600년 전 처음 작성되었으며 100년마다 조약이 갱신되어야만 하는 휴전 문서가 갑자기 사라지면서 국가의 평화가 위기를 맞이한다.

## 출연
- 로즈 매카이버 - 앰버 이브 찰턴 역
- 벤 램 - 리처드 베번 찰턴 역
- 앨리스 크리거 - 헬레나 찰턴 역
- 오너 니프시 - 에밀리 찰턴 역
- 시오 더베이니 - 사이먼 덕스버리 역
- 태히라 셔리프 - 멀리사 역
- 세라 더글러스 - 애버릴 부인 역
- 리처드 애슈턴 - 리틀 씨 역

## 기타 제작진
- 총괄 제작: 태그 멘딜로

## 같이 보기
- 크리스마스 영화 목록